# Míchel Salgado
Miguel Ángel Salgado Fernández (As Neves, 22 oktober 1975) is een voormalig Spaans profvoetballer en huidig voetbaltrainer die bij voorkeur in de verdediging speelde. Hij tekende in augustus 2009 een tweejarig contract bij Blackburn Rovers FC, dat hem transfervrij inlijfde nadat Real Madrid CF na tien seizoenen zijn contract afkocht. In september 1998 debuteerde hij in het Spaans voetbalelftal, waarvoor hij tot en met 2006 53 interlands speelde.
Salgado speelde tijdens zijn loopbaan bij Celta de Vigo (1994-1996, 1997-1999), UD Salamanca (1996-1997) en Real Madrid (1999-2009). Met Real Madrid won hij vier Spaanse landstitels (2001, 2003, 2007, 2008) en tweemaal de UEFA Champions League (2000, 2002). Salgado behoorde tot de Spaanse nationale selecties voor het Europees kampioenschap 2000 en het wereldkampioenschap 2006.
Op 19 augustus 2009 maakte Blackburn Rovers bekend dat de Spaanse rechtsachter transfervrij overkwam en een tweejarig contract ondertekende.
Gedurende deze twee jaar was Salgado de vaste keus als rechtsback van Blackburn, waardoor hij zijn contract met een jaar verlengde. In het seizoen 2011/12 ging het echter mis: Salgado liep een zware blessure op en kwam niet aan het aantal wedstrijden dat nodig was om weer een nieuwe contractverlenging te verkrijgen. Hierop maakte Salgado een einde aan zijn actieve loopbaan als voetballer. In 2018 speelde Salgado nog een wedstrijd voor het Panamese CAI de La Chorrera in de kwartfinale van de Liga Panameña de Fútbol Clausura tegen CD Plaza Amador.

## Clubstatistieken
| Seizoen | Club                | Land              | Competitie                         | Duels | Goals |
| ------- | ------------------- | ----------------- | ---------------------------------- | ----- | ----- |
| 1994/95 | Celta de Vigo       | Vlag van Spanje   | Primera División                   | 14    | 0     |
| 1995/96 | Celta de Vigo       | Vlag van Spanje   | Primera División                   | 18    | 0     |
| 1996/97 | UD Salamanca        | Vlag van Spanje   | Segunda División A                 | 36    | 1     |
| 1997/98 | Celta de Vigo       | Vlag van Spanje   | Primera División                   | 25    | 0     |
| 1998/99 | Celta de Vigo       | Vlag van Spanje   | Primera División                   | 35    | 3     |
| 1999/00 | Celta de Vigo       | Vlag van Spanje   | Primera División                   | 1     | 0     |
| 1999/00 | Real Madrid CF      | Vlag van Spanje   | Primera División                   | 29    | 0     |
| 2000/01 | Real Madrid CF      | Vlag van Spanje   | Primera División                   | 27    | 1     |
| 2001/02 | Real Madrid CF      | Vlag van Spanje   | Primera División                   | 35    | 0     |
| 2002/03 | Real Madrid CF      | Vlag van Spanje   | Primera División                   | 35    | 0     |
| 2003/04 | Real Madrid CF      | Vlag van Spanje   | Primera División                   | 35    | 1     |
| 2004/05 | Real Madrid CF      | Vlag van Spanje   | Primera División                   | 28    | 2     |
| 2005/06 | Real Madrid CF      | Vlag van Spanje   | Primera División                   | 27    | 0     |
| 2006/07 | Real Madrid CF      | Vlag van Spanje   | Primera División                   | 16    | 0     |
| 2007/08 | Real Madrid CF      | Vlag van Spanje   | Primera División                   | 8     | 0     |
| 2008/09 | Real Madrid CF      | Vlag van Spanje   | Primera División                   | 9     | 0     |
| 2009/10 | Blackburn Rovers FC | Vlag van Engeland | Premier League                     | 21    | 0     |
| 2010/11 | Blackburn Rovers FC | Vlag van Engeland | Premier League                     | 36    | 0     |
| 2011/12 | Blackburn Rovers FC | Vlag van Engeland | Premier League                     | 9     | 0     |
| 2018    | CAI de La Chorrera  | Vlag van Panama   | Liga Panameña de Fútbol (Clausura) | 1     | 0     |
| Totaal  |                     |                   |                                    | 445   | 8     |

## Erelijst
Real Madrid CF
- Primera División: 2000/01, 2002/03, 2006/07, 2007/08
- Supercopa de España: 2001, 2003, 2008
- UEFA Champions League: 1999/00, 2001/02
- Wereldbeker voor clubteams: 2002
- UEFA Super Cup: 2002

 CAI de La Chorrera
- Liga Panameña de Fútbol: 2018 Clausura

 Spanje onder 21
- Europees kampioenschap onder 21: 1998